# Rimush
Rimush fue el segundo rey del Imperio acadio. Hijo de Sargón de Acad y su consorte Tashlultum. En la sucesión del Imperio Acadio gobernó tras la muerte de Sargón de Acad, hacia la mitad del siglo XXIII a. C. y su sucesor fue su hermano Manishutusu.
Heredó la situación de rebelión general que había surgido a finales del reinado de su padre, a la que se enfrentó con dureza. Esta rebelión se manifestó primero con sublevaciones de ciudades aisladas como Ur, Lagash, Umma, Uruk y Kazallu, y después como un enfrentamiento con una coalición de pueblos de Elam. Se cree que, durante su reinado, Ebla recuperó su anteriormente perdida independencia. Según la Lista del Rey Sumeria, su reinado duró 9 años (aunque las copias variantes leen 7 o 15 años).
Finalmente, fue asesinado en revuelta palaciega y sucedido por su hermano –también hijo de Sargón– Manishutusu.

## Galería

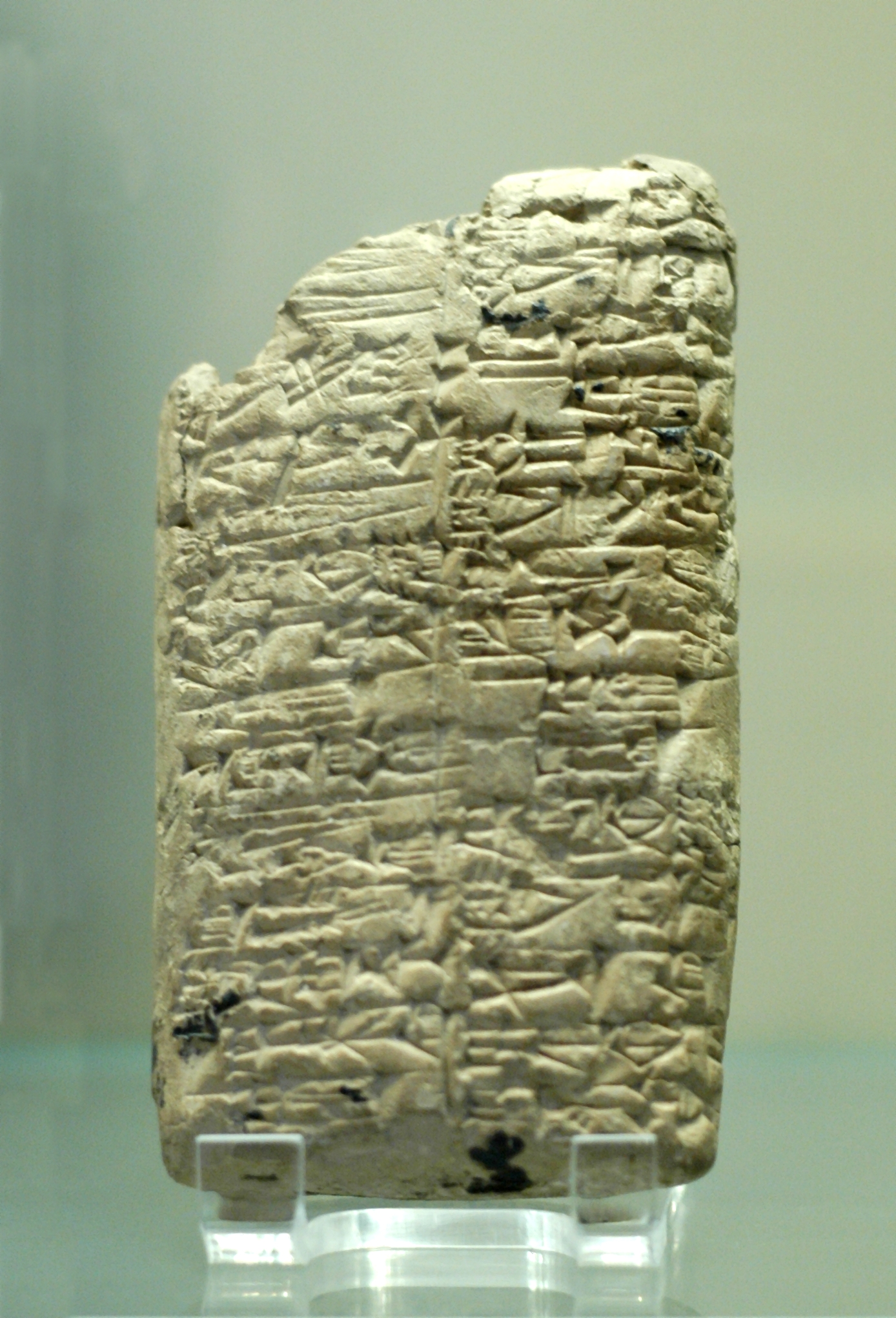
Tablilla de arcilla con una lista de victorias de Rimush (Museo del Louvre)
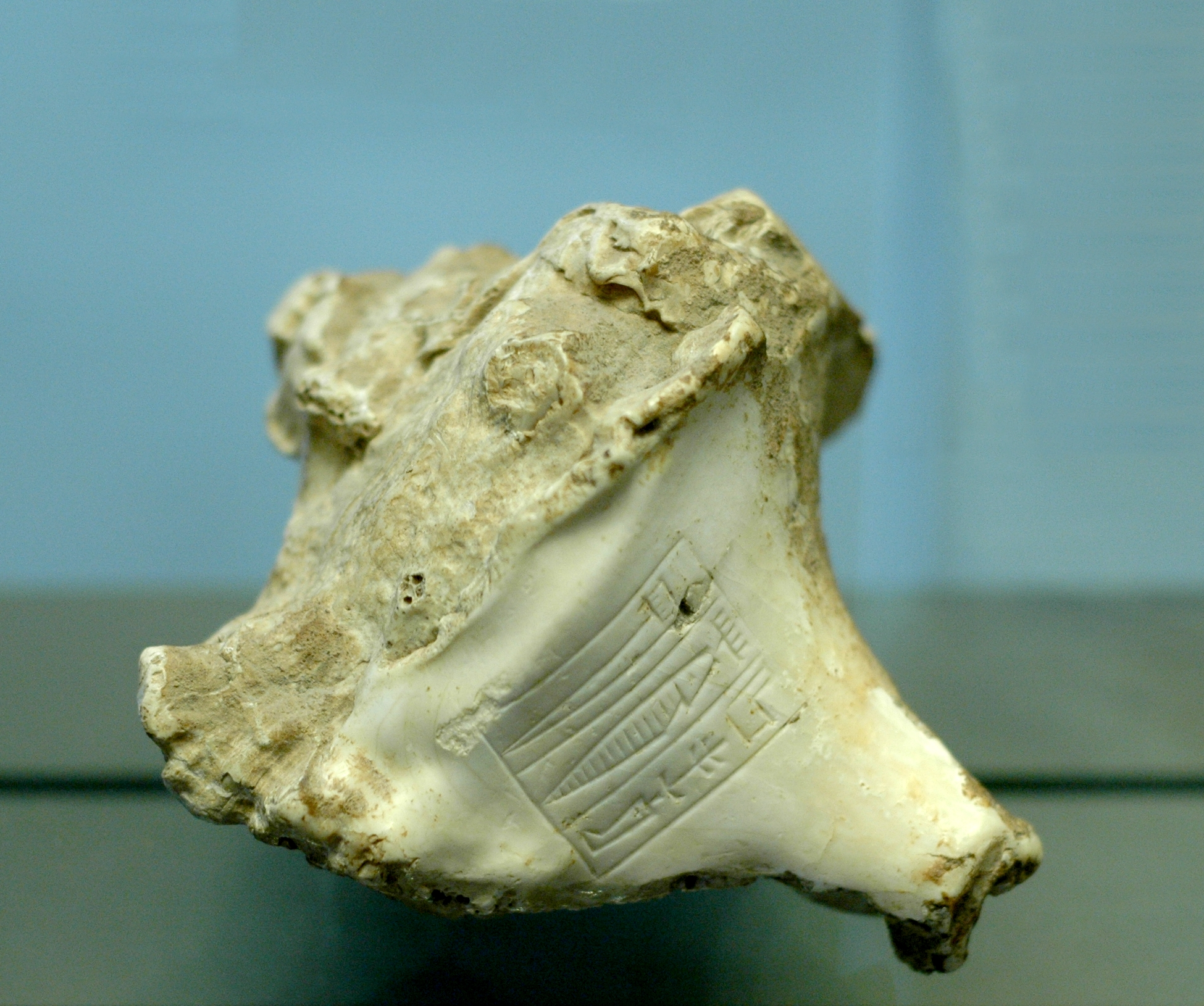
Concha de caracol con el nombre de Rimush